# Werner Ranz
Werner Ranz (* 11. Januar 1893 in Berlin; † 13. Februar 1970 in Bayreuth) war ein deutscher Jurist. Viele Jahre fungierte er als Funktionär in Standesgremien der deutschen Rechtsanwaltschaft und der Altherrenvereinigungen der Corps des KSCV. Während der Zeit des Nationalsozialismus stieg er zu einem der führenden Berliner Anwaltsfunktionäre auf. Er engagierte sich über 40 Jahre führend in der karitativen Hülfskasse deutscher Rechtsanwälte und begründete 1968 die stipendienvergebende Werner-Ranz-Stiftung.

## Leben

### Studium und Soldat im Ersten Weltkrieg
Ranz besuchte das Wilhelms-Gymnasium in Berlin und studierte Rechts- und Staatswissenschaften an der Friedrich-Wilhelms-Universität zu Berlin und der Christian-Albrechts-Universität zu Kiel. Er war ab dem Sommersemester 1911 im Corps Normannia Berlin aktiv und schloss sich 1914 auch dem Corps Saxonia Kiel an. Im August 1914 trat er das Referendariat an.
Als Kriegsfreiwilliger nahm Ranz in verschiedenen Fuß-Artillerie-Formationen von August 1914 bis November 1918 am Ersten Weltkrieg teil. Er wurde bis Mitte 1915 an der Ostfront und danach an der Westfront eingesetzt. Ranz wurde 1922 Assessor, ließ sich im Mai 1922 als Rechtsanwalt in Berlin nieder und war ab Mai 1928 auch Notar.

### NS-Funktionär
Nach der nationalsozialistischen Machtergreifung stieg er zu einem der führenden Anwaltsfunktionäre in Berlin auf. Er trat zum 1. Mai 1933 der NSDAP bei (Mitgliedsnummer 2.593.495). Bereits im April 1933 war er von Reinhard Neubert zum kommissarischen Schriftführer des Berliner Kammervorstands bestellt worden. Ranz rückte auch in den Vorstand des Berliner Anwaltvereins und des Berliner Notarvereins auf, wurde nach deren Gründung Schriftführer und Schatzmeister der Reichsrechtsanwaltskammer und Vorsitzender des dritten Ehrensenats der Reichs-Rechtsanwaltskammer. Ab dem 1. April 1938 amtierte Ranz als Präsident der Rechtsanwaltskammer in Potsdam. Im Januar 1939 erhielt er den Ehrentitel eines Justizrats. Er war Mitglied zahlreicher NS-Organisationen, wurde am 11. September 1938 in die SS (SS-Nummer 309.714) aufgenommen und am 1. März 1944 zum SS-Obersturmbannführer befördert.
Im Zweiten Weltkrieg war Ranz Oberst d. R. und Regimentskommandeur eines Artillerie-Regiments. Im Krieg verlor er seine Berliner Anwaltskanzlei. Er siedelte nach Hamburg über, wo er eine neue Kanzlei aufbaute. Bereits seit 1928 hatte sich Ranz in der Hülfskasse Deutscher Rechtsanwälte engagiert. Nach Kriegsende gelang ihm die Wiederbegründung in der Britischen Besatzungszone. Bis zu seinem Tod gehörte er über 40 Jahre lang der Vorstand der Hülfskasse an.

### Corpsfunktionär
1950 betrieb Ranz die Wiedergründung des Verbandes Alter Corpsstudenten unter konservativen Vorzeichen. Die vor allem vom Münchner Senioren-Convent und von Herbert Scherer gewünschte Fusion mit dem Weinheimer Senioren-Convent lehnte er ab. 1952 zum Vorsitzenden des VAC-Vorstandes gewählt, gab er 1952 den Anstoß zur Gründung der Gutachterkommission. Er sorgte dafür, dass die Deutsche Corpszeitung ab 1953 wieder erschien und die 4. Auflage des Kösener Handbuchs gedruckt wurde. Er initiierte auch die erst 1960 herausgegebene Neuauflage des Kösener Corpslisten.
Ab 1954 fanden die Kösener Tagungen in Würzburg statt. Dazu organisierte Ranz Festakte in der Würzburger Residenz. Eine neue VAC-Satzung und ein Kartellvertrag mit dem Weinheimer Senioren-Convent (1955) gingen ebenfalls auf seine Initiative zurück. Ranz förderte auch die Zusammenarbeit mit den anderen schlagenden Korporationsverbänden in der Arbeitsgemeinschaft Andernach. An der Gründung des Verbandes für Studentenwohnheime e. V. in Bonn war er maßgeblich beteiligt. Nicht durchsetzen konnte er sich mit seinen strikten Vorstellungen von der Satisfaktion. Im April 1953 überreichte er Bundespräsident Theodor Heuss die Ehrenerklärung der Arbeitsgemeinschaft Andernach der waffenstudentischen Verbände zur Aufgabe der unbedingten Satisfaktion mit der Waffe. Das Duell ist seither für waffenstudentische Akademiker grundsätzlich kein Thema mehr.

### Werner-Ranz-Stiftung
1968 gründete Ranz die nach ihm benannte Werner-Ranz-Stiftung. Hauptsächlicher Stiftungszweck war die Unterstützung bedürftiger Anwaltswaisen in der Ausbildung. Heute vergibt die Stiftung zudem generell Stipendien an bedürftige Studenten im letzten Abschlussjahr.
Mit 77 Jahren gestorben, wurde er auf dem Ohlsdorfer Friedhof beigesetzt. Die Grabstätte ist nicht mehr vorhanden.

## Ehrungen
- Justizrat
- Ehrenmitglied des Corps Normannia Berlin
- Ehrenmitglied des Corps Frankonia-Prag zu Saarbrücken (1965)

## Veröffentlichungen
- Das Anwaltsrecht in den Ländern des Bundesgebietes. Kohlhammer Verlag 1950.
- mit Erich Bauer und Gerd Schaefer-Rolffs: Handbuch des Kösener Corpsstudenten, 4. Ausgabe, 1953.